# 스웨덴 공군
스웨덴 공군(스웨덴어: Svenska flygvapnet)은 스웨덴군의 공군 부서이다.

## 역사
스웨덴 공군은 1926년 7월 1일 육군과 해군의 항공기 부대가 통합되면서 창설되었다. 1930년대 국제 긴장이 고조되면서 공군은 4개 중대에서 7개 중대로 재편성 및 확대되었다.

### 제2차 세계 대전
1939년 제2차 세계 대전이 발발했을 때 더 많은 확장이 시작되었고 이 실질적인 확장은 전쟁이 끝날 때까지 끝나지 않았다. 비록 스웨덴이 결코 참전하지 않았지만, 큰 공군은 침략의 위협을 막고 강대국의 군사적 위협을 통해 압력에 저항하기 위해 필수적인 것으로 여겨졌다. 1945년까지 스웨덴 공군은 15개의 전투기 사단을 포함하여 800대 이상의 전투 준비 항공기를 보유했다.
제2차 세계 대전 동안 스웨덴 공군의 주요 문제는 연료 부족이었다. 스웨덴은 전쟁 중인 국가들에 둘러싸여 수입 석유에 의존할 수 없었다. 대신 국내 석유 셰일을 가열하여 필요한 휘발유를 생산했다.
전쟁 기간 동안 공개되지 않았지만 이후 발표된 통계에 따르면 약 250명의 공군 승무원이 1939년부터 1945년까지 추락하여 사망했다.

### 1990년대
냉전이 끝나면서 스웨덴군은 대규모 구조조정 과정을 거쳤다. 이 기간 동안 몇몇 공군 기지들은 불필요하다고 여겨졌고 사브 37 비건과 같은 전투기들이 조기에 퇴역했다. 1994년 공군은 400명 이상의 전투기들을 보유했고, 2005년에는 그 수가 150명 미만으로 줄어들었다.

## 같이 보기
- 공군 목록